# Kid Ory
Edward "Kid" Ory (Laplace (Louisiana), 25 december 1886 – Honolulu (Hawaï), 23 januari 1973) was een Amerikaans componist, jazz-trombonist en bandleider.

## Levensloop
Geboren in Woodland Plantation, Louisiana groeide Ory op met zelfgemaakte muziekinstrumenten. Hij heeft zich zelf bekendgemaakt met muziek op een zelfgemaakte banjo, waarbij hij een speelstijl ontwikkelde die later terug zou keren in zijn trombonespel. In zijn tienerjaren leidde hij een band die goed aangeschreven stond in Zuidoost Louisiana. Laplace, Louisiana was zijn uitvalsbasis tot zijn 21e, waarna hij en zijn band naar New Orleans, Louisiana verhuisden.

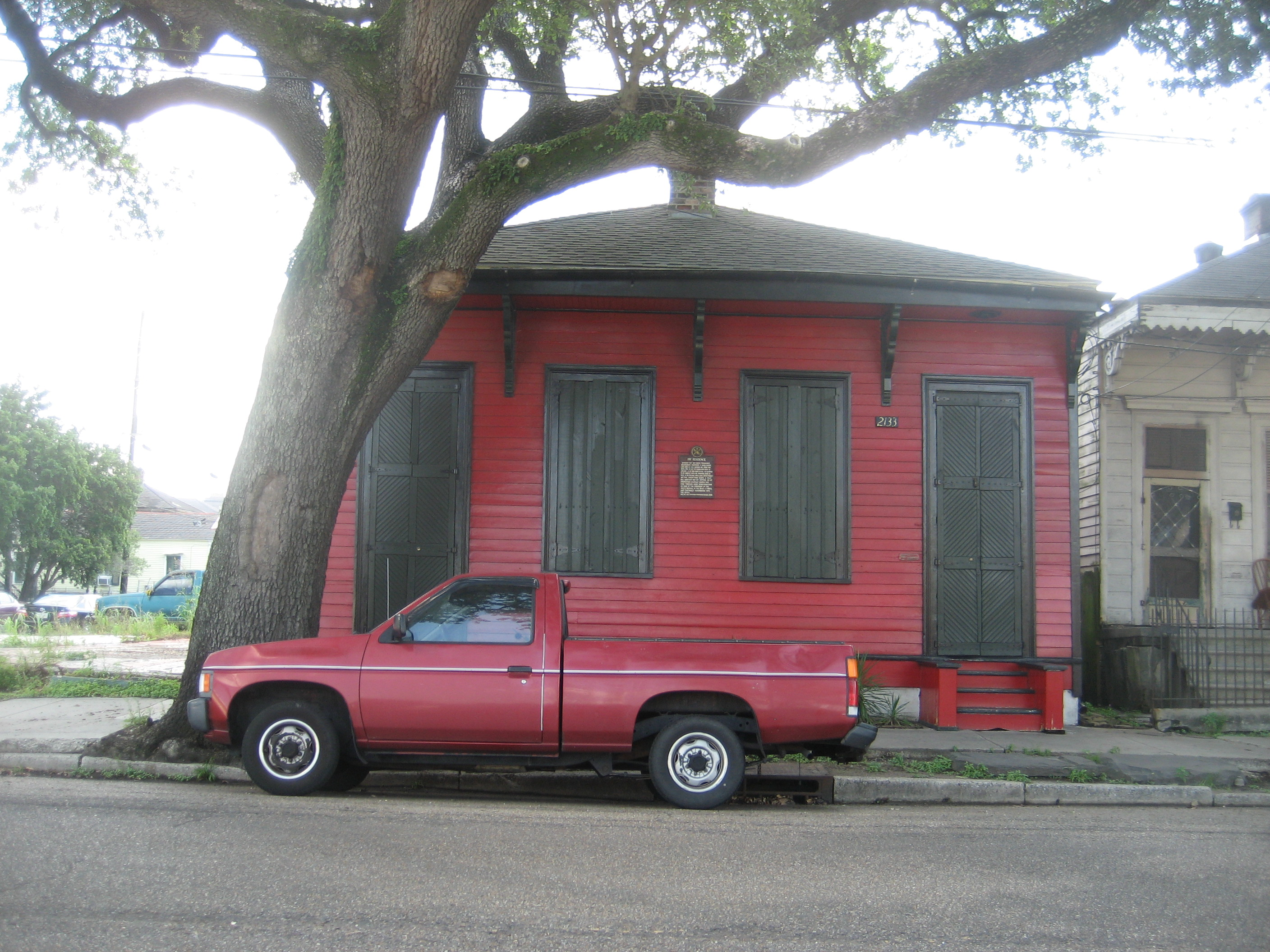
In dit huis aan de Jackson Avenue in New Orleans heeft Edward "Kid" Ory tussen 1910 en 1920 gewoond

In de jaren 10 van de 20e eeuw werd zijn band gezien als een van de beste bands in New Orleans. In zijn band speelden bekende en aankomende jazzgrootheden, zoals Joe "King" Oliver, Johnny Dodds, Jimmie Noone, Mutt Carey, Sidney Bechet en Louis Armstrong.
In 1919 verhuisde hij naar Californië, waar hij begon met het maken van opnames. Hiervoor verzamelde hij artiesten bij elkaar onder de naam Kid Ory's Creole Orchestra. Niet lang daarna trok hij naar Chicago, Illinois om opnames te maken met Louis Armstrong, Jelly Roll Morton, Joe "King" Oliver en anderen.
In de jaren 30 besloot Ory tot een pensioen om een pluimvee-boerderij te houden, maar keerde terug in de Jazz-wereld in 1939. Deze terugkeer, met zijn Kid Ory's Creole Orchestra, was erg succesvol, zowel voor hemzelf als de gehele New Orleans Jazz stijl, dat in de jaren 40 en 50 een revival kende. Dit ging door het meewerken aan radio-uitzendingen (o.a. de Orson Welles show) en opnames.
Kid Ory heeft een bepalende rol gespeeld door het vastleggen van de rol van de trombonist in klassieke driedelige "contrapuntische" jazz improvisatie. Het meest bekende aan zijn spel was zijn "tailgate"-stijl, een speelstijl die herinnert aan het pre-jazz ragtime tijdperk: met zijn trombone speelde hij ritmische patronen die de andere instrumenten ondersteunden. Naast trombone spelen, zong hij af en toe ook in stukken, dit deed hij dan in Creools Frans.
Ory componeerde vele stukken zelf, waaronder Ory's Creole Trombone, Society Blues, Creole Bo Bo, Blues for Jimmie en Savoy Blues. Zijn bekendste werk is misschien wel Muskrat Ramble, geschreven in 1926 en opgenomen met Louis Armstrong's Hot Five. In 1954 kreeg deze compositie tekst, en is nog diverse malen door andere artiesten opgenomen. Het is onder anderen ook voor harmonieorkest bewerkt.
In 1966 vertrok Ory naar Hawaï wegens gezondheidsklachten. Daar is hij overleden in 1973.